# Rollin (Calvin Harris)
Rollin è un singolo del DJ britannico Calvin Harris, pubblicato il 12 maggio 2017 come terzo estratto dal quinto album in studio Funk Wav Bounces Vol. 1.
Il singolo ha visto la collaborazione degli artisti statunitensi Future e Khalid.